# 鐵道路線
鐵道路線是由出發地（起點）至目的地（終點）之間鋪設的鐵路軌道路段。廣義上亦可以指列車運行的運行系統與設有愛稱的路段。
鐵道路線互相聯絡，三重以上的迂回路而形成網狀物體稱為「鐵道路網」。

## 概要
狹義來說，只有後述基於法令定義才是「路線」。
但是實際上的列車並不限於遵從狹義的路線運行，一條路線可以用於多個運行系統，一個運行系統也可以跨越多條路線。例如京濱東北線就是跨越多條路線的運行系統，此處則為廣義的「路線」。
另外，東海道本線的一部分路段如JR京都線，狹義的路線也越來越多把並不一致的路段愛稱（路線愛稱）也稱作「路線」。
像山手線則有路線與運行系統，雙向使用但雙者並不一致的名稱（參見該條目開頭）。

## 日本法令上的鐵道路線
日本在法令上雖然沒有列車的運行系統，但官方規定起點與終點之間為一條路線。
根據鐵道事業法（昭和61年法律第92號）第4條，凡是收到鐵道事業許可者，將作為「預定路線」（予定する路線）向國土交通大臣提出申請書記載於該項目內。
鐵道事業法施行規則（昭和62年運輸省令第6號）第3條，上述的「預定路線」應當記載「起點及終點」、「主要的經過地」。

## 日本鐵道路線名稱
日本國有鐵道（國鐵）時代的路線名稱起源於「國有鐵道線路名稱」。國鐵分割民營化後，各間公司規定了「線路名稱」。私鐵也作出了與此同樣的規定。

## 鐵道路線的分類
鐵道路線可作以下分類。
- 本線 - 支線（日语：支線） - （盲腸線）
- 幹線 - 地方交通線 - 特定地方交通線
- 營業線 - 計劃線 - 建設線 - 未成線 - 廢線

## 鐵道路線列表
- 日本鐵路線列表
- 日本国铁·JR线路名称列表
- 日本各地域鐵路線列表
  - 北海道鐵路線
  - 東北地方鐵路線（日语：東北地方の鉄道路線）
  - 關東地方鐵路線（日语：関東地方の鉄道路線）
  - 中部地方鐵路線（日语：中部地方の鉄道路線）
  - 近畿地方鐵路線（日语：近畿地方の鉄道路線）
  - 中國地方鐵路線（日语：中国地方の鉄道路線）
  - 四國鐵路線（日语：四国の鉄道路線）
  - 九州鐵路線（日语：九州の鉄道路線）
- 日本廢線列表
- 韓國鐵路線列表
- 英國鐵路線列表（英语：List of railway lines in Great Britain）